# Pipile pipile
Pipile pipile là một loài chim trong họ Cracidae.